# Albius Tibullus
Tibullus, teljes nevén Albius Tibullus (Gabii, Kr. e. 54 körül – Róma, Kr. e. 19) ókori római elégiaköltő.

## Élete
Életéről nagyon keveset tudunk: sem születési helye, sem nemzetségneve (nomen gentile) nem ismert pontosan. Valószínűleg római lovag volt, és jelentős vidéki birtokai lehettek, melyeket viszont a Kr. e. 41-es konfiskálások alkalmával Horatiushoz és Vergiliushoz hasonlóan elveszítette birtokait. Tibullus Marcus Valerius Messalla Corvinus köréhez tartozott, mely Gaius Maecenas köre mellett a másik jelentős irodalmi kör volt Rómában.
Tibullus versben köszöntötte patrónusát annak diadalmenete alkalmával, melyet Aquitánia pacifikálásáért tarthatott, valószínűleg Kr. e. 28-ban:
Ez egyben forrásul szolgál Tibullus katonai pályafutásához.
Téged meg Messalla, babérkoszorús elefántcsont

harcszekeren vonnak tündöklő paripák.
Hogy nem nélkülem ért dicsfény: tarbellusi hegység,
santoni tengerpart erre tanú, s az Arar.
Erre tanú rohanó Rhodanus, nagymedrű Garumna,

szőkehajú kelták s kékvizű. tiszta Liger
Tibullus Messalla következő útjára azonban már nem mehetett el, mivel Corcyrán megbetegedett:
Nélkülem indultok, Messalla az égei útra:

messze a tengereken majd gondoltak-e rám?
Én maradok betegen s idegenben, Corcyra földjén.

Vond még kapzsi halál, vissza sötét kezedet
Tibullus maga beszél arról, hogy elkobozták családi birtokát. Valószínű azonban, hogy Messalla befolyásának, illetve saját katonai szolgálatának köszönhetően kapta vissza birtokai egy részét. Katonai szolgálata leteltét követően életét Róma és vidéki birtoka között megosztva élte. Közvetlenül Vergilius után halt meg.

## Költészete

### A római elégia
Tibullus elégiaköltő. Elégián ma elsősorban gyászdalt, szomorú hangvételű verset értünk. A római elégiával szemben azonban nem volt tartalmi megkötés, mindössze disztichonos formában írt költeményt jelent.
Ovidius a Keservekben (Tristia IV.) Cornelius Gallust tekinti az első római elégiaköltőnek,
"A sors nem hagyta Tibullust élni, hogy egykoron én majd a barátja legyek.

Ez Gallusnak volt követője, Propertius ennek,

s ebben a sorrendben negyedik vagyok én"
Gallus életéről keveset tudunk: négy kötetnyi elégiát írt szeretőjének Lycorisnak (valódi neve Cytheris). A névadásban mesterét, khalkiszi Euphoriont követte, akinek műveit latinra is átültette. Életművéből sokáig csak egy sort ismertek, a XIX–XX. században azonban Qasr Ibrim-ban egy papirusztöredéken további sorokat találtak tőle. Egy emlékmű felirata szerint római hadvezér is volt, és Augustus tiltása ellenére csapataival átlépte a birodalom határait. A Pax Romana megteremtésére és stabilizálására törekvő Augustus ezt nem engedte, és emiatt Gallus kegyvesztett lett, és elképzelhető, hogy öngyilkosságra kényszerült.

### Kedvelt témái

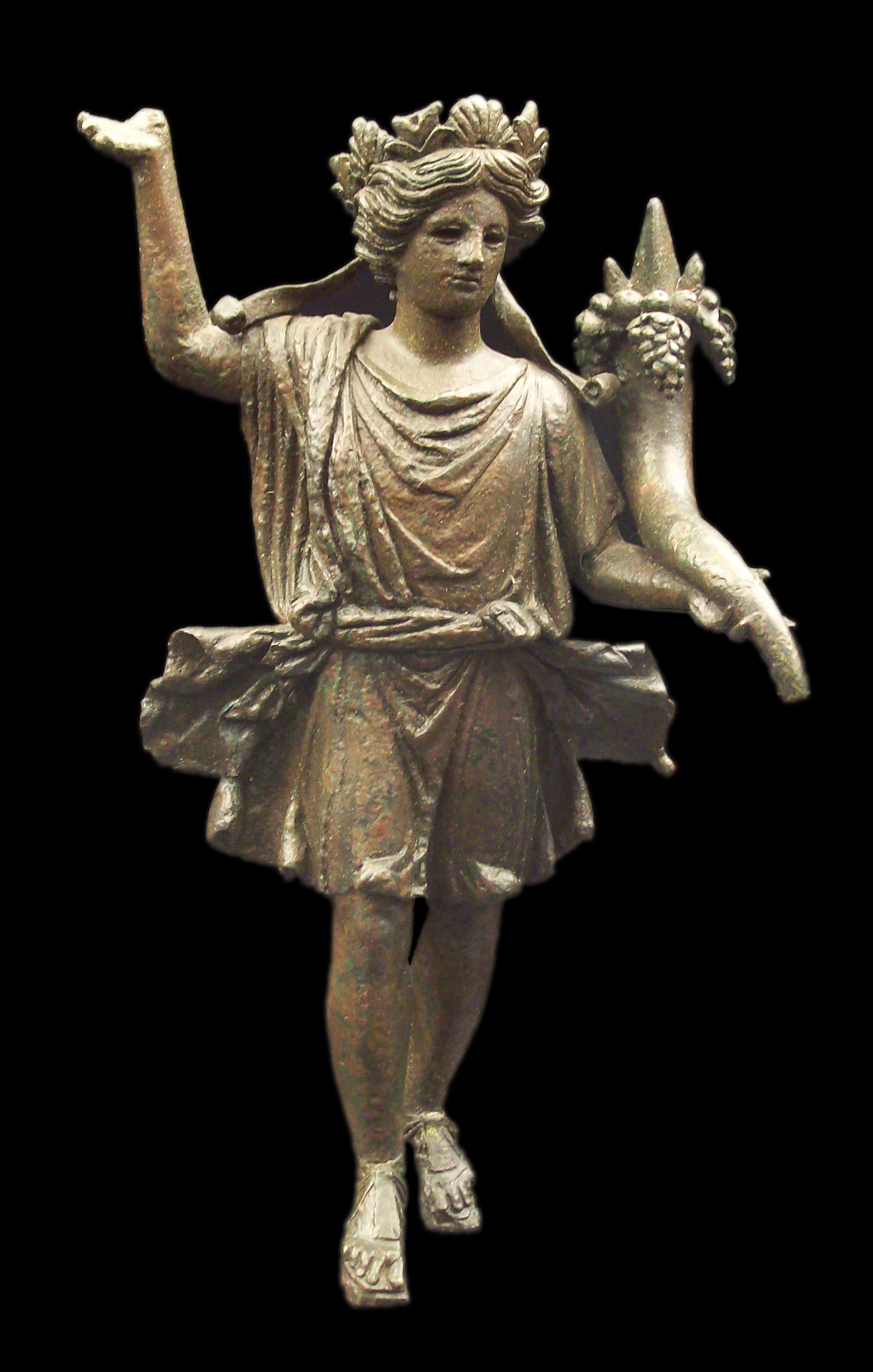
Cornucopiát (búzafüzérrel díszített szarvat) tartó Lar

Tibullus Ovidius tudósítása szerint a második volt a római elégiaköltők sorában. Ő is a polgárháborúk korában élt, ennek ellenére fennmaradt költeményeiből hiányzik a közélet iránti érdeklődés, Augustus neve például egyszer sem fordul elő. Korának zaklatottsága azonban tükröződik témaválasztásában: a háborúk szörnyűségei, a közvetlen életveszély, valamint a nyugodt vidéki élet, a béke dicséretének szembeállítása jellemzi. Hírhedt kijelentése „büszkébb vagyok szeretőm szépségére, mint arra, hogy római polgár (Civis Romanus) vagyok”jelzi a politikától való elfordulást. Ez azonban ellenkezett az augustusi restauráció által propagált római polgár eszményképével, melynek legfontosabb jellemzője a közügyekben való részvétel, illetve a "nemzeti" büszkeség volt. Az augustusi Pax Romana propagandába azonban jól illeszkedett a béke dicsérete, ezért valószínűleg Tibullus – bár az udvarban nem fogadták – mégis megtűrt költő maradt, ellentétben az előtte alkotó Gallusszal, illetve az ő nyomdokaiba lépő Ovidiusszal.
Kedvelt költői képei közé tartozik saját korának emberiség történetének vaskorként való ábrázolása. Tibullus vágyakozva gondol az egykori aranykorra, mikor nem volt háború, mivel a kovácsok nem kalapáltak kardot az ércből. Nem volt kereskedelem, mivel nem vágtak ki fákat, hogy azokból hajó készüljön és messzi veszélyekre ragadja el a hajósokat. Nem volt mezőgazdaság, mivel minden magától termett, méz folyt a fákról, a nyáj nem kóborolt szét, a földeket nem szabdalták föl határkövek, nem voltak pereskedések. Hasonló aranykor-toposzok figyelhetők meg Ovidius Metamorphoses című művében, illetve a Biblia Édenkert leírásában, és Ézsaiás próféta könyvében.
A vidéki élet középpontjában Tibullusnál az ősi római házi istenek, a Penates és Lares tisztelete áll. Leírásából ismerjük az Ambarvalia-ünnep leírását. E falusi idillben nincs háború, csak "venusi harc". Tibullus a szerelem valamennyi örömét és gyötrelmét megszólaltatja. Kesereg szeretője csapodárságán, és kapzsiságán; átkozza magát, hogy könnyelműen elvált tőle. Az kedves elhunyt húgát próbálja megidézni, hogy járjon közben érdekében szeretőjénél. Máskor pedig örvendezik szerelme beteljesülésén.

## Művei
A Tibullus neve alatt fennmaradt költeményeket tartalmazó gyűjtemény, a Corpus Tibullianum négy könyvből áll, a III–IV. köteteket azonban csak a hagyomány kapcsolja Tibullushoz, mivel az azokban szereplő költemények nagy részét nem ő írta, a nevéhez kapcsolt művek szerzősége is vitatott. A Corpus felépítése a következő:
- I. könyv: tíz elégiát tartalmaz. Ebből öt szerelmi elégia Daeliához, három szerelmi elégia egy Marathus nevű fiúhoz íródott, egy elégia Messallát dicsőíti, egy pedig a béke dicséretéről szól.
- II. könyv: hat elégiát tartalmaz, valószínűleg posztumusz jelent meg. Három szerelmi elégia címzettje egy Nemesis nevű nő, egy elégia pedig egy bizonyos Cornutushoz szól, melyben Tibullus gratulál házassági évfordulójához, és ironikusan biztosítja Cornutust, hogy annak felesége mindig hűséges. Egy elégia a vidéket megtisztító vallási szertartást mutatja be, egy pedig Messalla fiához szól, annak tisztségekre való megválasztása alkalmából.
- III. könyv: hat elégiát tartalmaz Lygdamustól, hatot Sulpiciától, Messalla unokahúgától, valamint helyet kapott néhány Tibullusnak tulajdonított elégia.
- IV. könyv: tartalmaz egy Messallához írt panegyricust , öt ismeretlen szerzőségű elégiát, végül pedig tíz, Sulpiciának tulajdonított elégiát.

Tibullus műveinek legjobb kézirata a Codex Ambrosianusban olvasható. Az ókori szerzők közül Horatius és Ovidius versei (Amores, III. 9.), Suetonius De poetis című, jórészt azóta elveszett műve, illetve egy Porphyrio (Kr. u. 200–250) nevű író írásai tartalmaznak Tibullusról információkat, és valószínűleg ezek és Tibullus saját versei szolgálhattak forrásul a Codex végén található életrajzhoz (Vita Tibulli).

## Művei latinul
- Szemelvények Tibullus és Propertius elégiáiból: Auctores Latini XI. Szerk. Szabó Kálmán – Lessi Viktor. Budapest: Tankönyvkiadó. 1970.
- Albius Tibullus. www.thelatinlibrary.com (Hozzáférés: 2018. június 9.)

## Magyarul

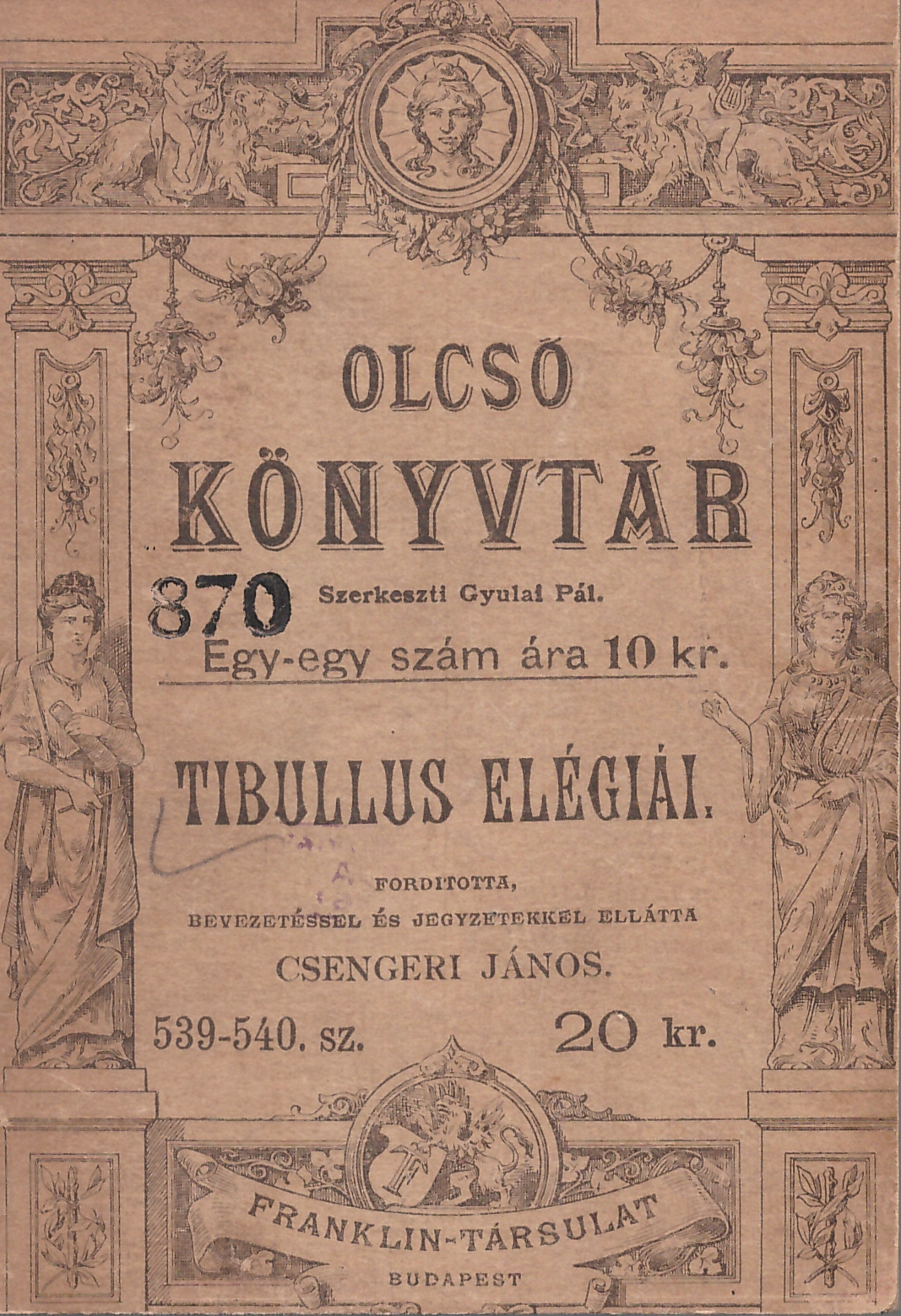
Tibullus elégiái. Fordította Csengery János. 1886-os kiadás

- Albius Tibullus versei. Edgyik lapon deákul, a' másikon magyarul, tulajdon lábmértékjei szerint; ford., bev. Peretsenyi Nagy László; Trattner Ny., Pest, 1818
- Tibullus Albius elégiái; ford., jegyz. Egyed Antal; Eggenberger, Pest, 1845 (Római classicusok magyar fordításokban)
- Tibullus Albius elégiái; ford., életrajz, jegyz. Latkóczy Mihály; Aigner, Bp., 1881 (Magyar könyvesház)
- Tibullus elégiái; ford., bev., jegyz. Csengery János; Franklin, Bp., 1886 (Olcsó könyvtár)
- Praeparatio, fordítás és nyelvtani magyarázatok. III. füzet. Sextus Propertius; ford., jegyz. Aczél Dezső; Aczél, Bp., 1940 (Diákkönyvtár)
- Tibullus, Propertius összes költeményei; ford. Babits Mihály et al., utószó, jegyz. Szepessy Tibor; Magyar Helikon, Bp., 1962
- Római költők antológiája. Budapest: Európa. 1963.
- Tibullus, Propertius, Ovidius versei; ford. Babits Mihály et al., szerk. Szepessy Tibor; Sziget, Bp., 2000 (Sziget verseskönyvek) ISBN 963-8138-50-5

### Szakirodalom
- ↑ Adamik 2009:  Adamik Tamás: Római irodalom a kezdetektől a nyugatrómai birodalom bukásáig. Pozsony: Kalligram. 2009.  ISBN 978-80-8101-226-6
- ↑ Albrecht 2003-2004:  Michael von Albrecht: A római irodalom története I–II. Ford. Tar Ibolya. Budapest: Balassi. 2003–2004.  ISBN 963-506-574-4  helytelen ISBN kód: 963-506-523-4
- Falus Róbert: A római irodalom története. (hely nélkül): Gondolat. 1970.  ISBN 0340162252
- Némethy Géza: A római elegia: Tibullus és Propertius. Budapest: (kiadó nélkül). 1905.
- Leffler Sámuel: Római irodalomtörténet – A középiskolák felsőbb osztályai számára és a művelt közönség használatára, Lampel Róbert (Wodianer F. és Fiai) Cs. és Kir. könyvkereskedése, Budapest, 1903, 138–140. o.
- Sebestyén Károly: A római irodalom története – szemelvényekkel magyar írók latin műfordításaiból, Lampel Róbert (Wodianer F. és Fiai) Cs. és Kir. Udvari Könyvkereskedés Kiadása, 1902, 92–93. o.

### Online források
- http://www.literatura.hu/irok/okor/tibullus.htm
- http://mek.oszk.hu/03400/03410/html/8491.html
- https://web.archive.org/web/20121110054825/http://www.szepi.hu/~oltvanyi/latin/tibullus.htm
- http://mek.niif.hu/04700/04714/html/falusantik2401.html